# Burg Regglisweiler
Die Burg Regglisweiler ist eine abgegangene Burg bei dem Ortsteil Regglisweiler der Gemeinde Dietenheim im Alb-Donau-Kreis in Baden-Württemberg.
Von der 1273 erwähnten und 1478 zerstörten Burg werden die Herren von Regglisweiler als Besitzer genannt. Von der ehemaligen Burganlage sind nur noch Reste von zwei Gräben zu sehen.